# 邢金沙
邢金沙（1963年—），浙江杭州人，中国昆曲演員。從小學藝琵琶六年，師從浙江歌舞團琵琶演奏家顧振寶先生；之後邢金沙進了浙江省崑劇團，與弟弟邢岷山皆則成為了崑曲演員；師承著名”傳”字輩崑劇藝術家姚傳薌，向上海崑劇團的王芝泉老師學習武戲，主攻閨門旦，兼演刀馬旦；師從沈世華、周雪雯、王奉梅等昆曲家。

## 經歷
1986年，離開浙昆定居於香港，邢金沙1989年加入TVB香港無線電視台，擔任配音演員，直至2006年成立了邢金沙戲曲傳習社，推動京崑粤劇的發展，曾於香港中國藝術推廣中心、香港城市大學、香港中文大學及香港八和會館講學，現任香港演藝學院戲曲表演導師。
邢金沙同時出版了自傳專書，封面是昆劇《玉簪記》劇中陳妙常的扮相，書名為《吹盡寒沙始到今—邢金沙的藝術之路》。
演出的著名崑劇《玉簪記》明代高濂所著，取材自《張於湖誤宿女貞觀記》，幾近常演出的摺子戲有《琴挑》、《問病》、《偷詩》和《秋江》等。

## 崑劇作品
- 《孽海記》
- 《白蛇傳》
- 《爛柯山》
- 《蝴蝶夢》
- 《百花仙子》
- 《牡丹亭》
- 《玉簪記》[1]

## 配音作品
- 《天龍八部》阿紫
- 《射鵰英雄傳》黃蓉
- 《金枝慾孽》侯佳玉瑩
- 《我本善良》石伊明
- 《陀槍師姐》陳三元
- 《鑒證實錄》小棠菜
- 《創世紀》霍希賢
- 配音的電視劇約350部左右[3]

## 獲獎
- 中國戲曲小百花會演優秀小百花獎
- 浙江省第二屆戲劇節青年演員一等獎
- 第二十四屆中國戲劇梅花獎[1]

## 外部連結
- 邢金沙戲曲傳習社- Home | Facebook   （页面存档备份，存于）
- 邢金沙的新浪微博